# Маннапов Альфір Габдуллович
Альфір Габдуллович Маннапов (нар.. 24 лютого 1954, Башкирська АРСР, Російська РФСР, СРСР) — російський і башкирський вчений-біолог. Доктор біологічних наук (1999), професор (1999).
З 2010 року завідувач кафедри аквакультури і бджільництва Російського державного аграрного університету — Московської сільськогосподарської академії імені К. А. Тімірязєва, у 2006—2010 рр. там же завідувач кафедри бджільництва, а в 1991—1996 і 2000—2006 рр. — завідувач кафедри бджільництва Башкирського державного аграрного університету (БДАУ).
Почесний працівник вищої професійної освіти Російської Федерації (2013). Заслужений діяч науки Республіки Башкортостан (2003).

## Біографія
Народився 1954 року в с. Старі Богади Буздяцького району Башкирської АРСР.
Закінчив з відзнакою зі спеціалізацією по бджільництву зооінженерний факультет Башкирського сільськогосподарського інституту (1979) — нині Башкирський державний аграрний університет і працював там же до 1981 року, а також у 1986—2006 рр., пройшовши шлях від майстра виробничого навчання кафедри бджільництва та зоології до її завідувача — у 1991—1996 роках. Також з 2000 року, також був головою спеціалізованої вченої ради Башкирського державного аграрного університету. У 1981—1985 рр. працював асистентом Казанського ветеринарного інституту. З 1986 по 1991 рік за сумісництвом працював у Башкирському ДМУ.
У 1985 році захистив кандидатську дисертацію, у 1999 році — докторську (науковий консультант Шаміль Омаров) — у ВГНКІ в Москві. Тут він досліджував вплив біологічно активного продукту бджільництва прополісу у складі вакцини на становлення механізмів імунного захисту, мікробіоценозу кишечника при колібактеріозу та його профілактики. У 1992 році пройшов стажування за фахом у Великій Британії. З 2010 року завідувач кафедри аквакультури і бджільництва Російського державного аграрного університету — Московської сільськогосподарської академії ім. К. А. Тімірязєва (до 2013 року кафедра бджільництва, рибництва, створена в 2010 році об'єднанням кафедр бджільництва і аквакультури), в 2006—2010 рр. працював завідувачем там же кафедри бджільництва.

## Наукова діяльність
З 1998 року член Координаційної ради секції бджільництва Російської академії наук при НДІ бджільництва. З 2007 року експерт з питань випробування та охорони селекційних досягнень міністерства сільського господарства Російської Федерації.
У 2012 році обраний президентом Національної асоціації бджолярів та переробників продукції бджільництва (НАПіППП) РФ.
Входив до складу громадської ради при міністерстві сільського господарства Російської Федерації.
Академік Міжнародної академії аграрної освіти МААО (2010).
Член чотирьох докторських дисертаційних рад: три в РДАУ — МСХА імені К. А. Тімірязєва та один — у Башкирському ДАУ. При очолюваній в БДАУ кафедрі Альфір Маннапов створив докторантуру. Під його керівництвом захищено 9 докторських і 29 кандидатських дисертацій.
У 2000 році в Башкирському ДАУ організував і провів міжнародну науково-практичну конференцію «Апітерапія сьогодні — з біологічної аптекою бджіл у 21 століття».
Автор понад 600 робіт, у тому числі 15 підручників, 4 монографій, має 5 винаходів.
- Маннапов А. Г., Сулим Н. И. Терминология в апитерапии // Апитерапия сегодня: Материалы XIV Всероссийской научно-практической конференции «Успехи апитерапии» (Рыбное, 28 — 30.05.2009): Сб. науч. ст. Рыбное, 2009.

## Нагороди
Нагороджений Почесними грамотами міністерства освіти Російської Федерації (2001) та міністерства сільського господарства РФ (2010).

## Родина
Дружина — доктор біологічних наук Рамзія Тімергалієвна Маннапова (нар.. 1955).